# Danny Ings
Daniel William John "Danny" Ings (Winchester, 1992. július 23. –) angol labdarúgó, a West Ham United csapatában játszik csatárként.
Ings a Bournemouth csapatának az akadémiáján kezdte a pályafutását, aminek a végigjárásával a felnőtt csapatban is lehetőséget kapott. Bár időközben Dorchester Town alakulatának is. 2011-ben csatlakozott a Burnley FC-hez, ahol a 2013–14-es bajnokság év játékosává választották és feljutottak az angol elsőosztályba. A következő szezonban visszaesett a csapat a másodosztályba, de Ings a szerződése lejártával a Liverpool csapatához igazolt.

## Pályafutása

### Bournemouth
Ings Winchesterben született. A kezdetekben Southamptonban focizott és csak ezt követően kapta meg első szerződését az AFC Bournemouth csapatánál 2008 májusában. A bemutatkozó mérkőzésére pedig 2009. október 6-án került sor Northampton Town elleni 2-1-es vereségnél, ahol csereként lépett pályára. Az ifjúsági csapatban való pályafutását azonban hosszútávú hasisérülés árnyékolta be.
2010 szeptemberében kölcsönbe küldte őt csapata a Dorchester Townhoz. A csapata hullámzó teljesítményt nyújtott ebben az időszakban, de a sikerekhez Ings többször is góllal tudott hozzájárulni
November 30-án írta alá új, 2012-ig tartó szerződését a Bournemouth-szal, amit később jó teljesítményének köszönhetően 2013-ig is meghosszabbítottak. Sikeres időszak volt ez számára, ahol több gólt is tudott szerezni. Így 2011 nyarára ő lett a klub legjobban fizetett játékosa és több csapat érdeklődését is felkeltette. Utolsó mérkőzését a Charlton Athletic elleni 3–0-s vereségnél játszotta a Bournemouth-ban.

### Burnley
2011. augusztus 15-én írt alá Burnley FC csapatával a hírek szerint 1.000.000 font körüli összegért egy 4 éves szerződést. Így ismét volt edzője Eddie Howe kezei alatt játszhatott.
2012. február 14-én debütált egy 2–0-s Barnsley elleni győzelem alkalmával. Sikeres első szezont tudhatott maga mögött, ahol több fontos találkozón is sikerült gólt szereznie. A következő szezon előtti utolsó barátságos mérkőzésen azonban súlyos térdsérülést szenvedett és hat hónapos kihagyást jósoltak neki. Viszont ezt követően sikeres időszak következett számára. Kiváló teljesítményeivel az első számú csatár lett csapatánál és a bajnokság legjobbjának járó díjra is jelölték.
2014 májusában, Ings meg is nyerte az év játékosa díjat, megelőzve a két másik jelöltet, a Leeds United csatárát Ross McCormacket és a Leicester City középpályását Danny Drinkwatert. 22 góllal zárt a szezonban és csapatával a második hely megszerzésével feljutott az angol első osztályba.
2014. augusztus 19-én debütált a Premier League-ben a Chelsea elleni 3–1-es vereségnél. De sikereket is tudott elérni, hiszen november 22-én a Stoke City elleni 2-1-es győzelemnél mind a két találatot ő szerezte, majd a csapata 100. bajnoki mérkőzésénél gólpasszt tudott adni, ezzel 1–0-s győzelemhez segítve az alakulatot december 13-án.
A szezon további részében is jótékonyan hozzá tudott járulni csapata teljesítményéhez. Azonban ez a bennmaradáshoz nem volt elég számukra.

### Liverpool
2015. június 8-án jelentette be a Liverpool FC, hogy megállapodott Ings-szel a személyes feltételekben, miután hozzájuk igazolt szerződése lejártával, 6 500 000 font kinevelési költség ellenében plusz egy extra 1,5 millió £ teljesítménybónuszokkal, mivel Ings 24 év alatti játékos volt.
2015. augusztus 29-én mutatkozott be a West Ham elleni 3–0-s vereségnél az Anfielden. Európai kupa bemutatkozására szeptember 17-én került sor az UEFA Európa Liga csoportkörében a  ellen és Divock Origit váltva 1-1-hez segítette a csapatot. Majd három nappal később a bajnokságban Christian Benteke-t váltva a Norwich City ellen megszerezte első gólját új csapatában.
2015. október 15-én az első edzésén, amit új edzője Jürgen Klopp tartott megsérült. Ings elülső keresztszalag sérülést szenvedett a térdén és szinte a bajnokság fennmaradó részére kényszerpihenőre kényszerült. A West Bromwich Albion elleni 1–1-es mérkőzés alkalmával térhetett vissza.

### Southampton
2018-ban a kevés játéklehetősége miatt 1 évre kölcsönbe igazolt a Southampton csapatához. 2019-ben végleg oda igazolt és ott 2021-ig maradt. 100 mérkőzésen 46 gólt szerzett, de trófeát nem nyert.

### Aston Villa
2021. augusztus 4-én az Aston Villába igazolt, három éves szerződést írt alá.

### West Ham United
2023 januárjában leszerződtette a West Ham United.

### A válogatottban
2013. október 3-án kapta az első válogatott behívót az angol nemzeti U21-es csapathoz, ahol egy héttel később debütálhatott is egy San Marino elleni 4-0-s idegenbeli győzelemnél. 2013 és 2015 között 13 kupát szerzett és 4 gólt is szerzett.
2015. október 1-jén megkapta első behívóját a felnőtt csapatba, majd Litvánia ellen debütálhatott Harry Kane-t váltva az 59. percben, ahol végül 3–0-ra nyertek.

## Sikerei, díjai

### Klub
- UEFA Konferencia Liga - győztes: 2022–2023[4]

### Egyéni
- Football League Championship - A hónap játékosa: 2013 október
- Football League Championship - Az év játékosa: 2013-14
- Football League Championship - PFA Év csapata: 2013-14

## Statisztika

### Klubcsapatokban
2023. május 28-án lett frissítve.
| Klub                         | Szezon           | Liga             | Liga            | Liga  | FA-kupa         | FA-kupa | Angol Ligakupa  | Angol Ligakupa | Nemzetközi      | Nemzetközi | Egyéb           | Egyéb | Összesen        | Összesen |
| Klub                         | Szezon           | Bajnokság        | Pályára lépések | Gólok | Pályára lépések | Gólok   | Pályára lépések | Gólok          | Pályára lépések | Gólok      | Pályára lépések | Gólok | Pályára lépések | Gólok    |
| ---------------------------- | ---------------- | ---------------- | --------------- | ----- | --------------- | ------- | --------------- | -------------- | --------------- | ---------- | --------------- | ----- | --------------- | -------- |
| Bournemouth                  | 2009–10          | League Two       | 0               | 0     | 0               | 0       | 0               | 0              | —               | —          | 1               | 0     | 1               | 0        |
| Bournemouth                  | 2010–11          | League One       | 26              | 7     | 0               | 0       | 0               | 0              | —               | —          | 2               | 1     | 28              | 8        |
| Bournemouth                  | 2011–12          | League One       | 1               | 0     | —               | —       | —               | —              | —               | —          | —               | —     | 1               | 0        |
| Bournemouth                  | Összesen         | Összesen         | 27              | 7     | 0               | 0       | 0               | 0              | 0               | 0          | 3               | 1     | 30              | 8        |
| Dorchester Town (kölcsönben) | 2010–11          | Conference South | 9               | 4     | 2               | 2       | —               | —              | —               | —          | 2               | 1     | 13              | 7        |
| Dorchester Town (kölcsönben) | Összesen         | Összesen         | 9               | 4     | 2               | 2       | 0               | 0              | 0               | 0          | 2               | 1     | 13              | 7        |
| Burnley                      | 2011–12          | Championship     | 15              | 3     | 0               | 0       | 0               | 0              | —               | —          | —               | —     | 15              | 3        |
| Burnley                      | 2012–13          | Championship     | 32              | 3     | 1               | 0       | 0               | 0              | —               | —          | —               | —     | 33              | 3        |
| Burnley                      | 2013–14          | Championship     | 40              | 21    | 1               | 1       | 4               | 4              | —               | —          | —               | —     | 45              | 26       |
| Burnley                      | 2014–15          | Premier League   | 35              | 11    | 1               | 0       | 1               | 0              | —               | —          | —               | —     | 37              | 11       |
| Burnley                      | Összesen         | Összesen         | 122             | 38    | 3               | 1       | 5               | 4              | 0               | 0          | 0               | 0     | 130             | 43       |
| Liverpool                    | 2015–16          | Premier League   | 6               | 2     | 0               | 0       | 1               | 1              | 2               | 0          | —               | —     | 9               | 3        |
| Liverpool                    | 2016–17          | Premier League   | 0               | 0     | 0               | 0       | 2               | 0              | —               | —          | —               | —     | 2               | 0        |
| Liverpool                    | 2017–18          | Premier League   | 8               | 1     | 1               | 0       | 1               | 0              | 4               | 0          | —               | —     | 14              | 1        |
| Liverpool                    | Összesen         | Összesen         | 14              | 3     | 1               | 0       | 4               | 1              | 6               | 0          | 0               | 0     | 25              | 4        |
| Southampton (kölcsönben)     | 2018–19          | Premier League   | 24              | 7     | 0               | 0       | 1               | 1              | —               | —          | —               | —     | 25              | 8        |
| Southampton (kölcsönben)     | Összesen         | Összesen         | 24              | 7     | 0               | 0       | 1               | 1              | 0               | 0          | 0               | 0     | 25              | 8        |
| Southampton                  | 2019–20          | Premier League   | 38              | 22    | 2               | 1       | 2               | 2              | —               | —          | —               | —     | 42              | 25       |
| Southampton                  | 2020–21          | Premier League   | 29              | 12    | 3               | 1       | 1               | 0              | —               | —          | —               | —     | 33              | 13       |
| Southampton                  | Összesen         | Összesen         | 67              | 36    | 5               | 2       | 3               | 2              | 0               | 0          | 0               | 0     | 75              | 38       |
| Aston Villa                  | 2021–22          | Premier League   | 30              | 7     | 1               | 0       | 0               | 0              | —               | —          | —               | —     | 31              | 7        |
| Aston Villa                  | 2022–23          | Premier League   | 18              | 6     | 1               | 0       | 2               | 1              | —               | —          | —               | —     | 21              | 7        |
| Aston Villa                  | Összesen         | Összesen         | 48              | 13    | 2               | 0       | 2               | 1              | 0               | 0          | 0               | 0     | 52              | 14       |
| West Ham United              | 2022–23          | Premier League   | 17              | 2     | 0               | 0       | 0               | 0              | 5               | 1          | —               | —     | 22              | 3        |
| West Ham United              | Összesen         | Összesen         | 17              | 2     | 0               | 0       | 0               | 0              | 5               | 1          | 0               | 0     | 22              | 3        |
| Karrier összesen             | Karrier összesen | Karrier összesen | 328             | 108   | 13              | 5       | 15              | 9              | 11              | 1          | 5               | 2     | 372             | 125      |

### A válogatottban
| Év       | Pályára lépések | Gólok |
| -------- | --------------- | ----- |
| 2015     | 1               | 0     |
| 2020     | 2               | 1     |
| Összesen | 3               | 1     |